# Blacy (Marne)
Blacy ist eine französische Gemeinde im Département Marne in der Region Grand Est. Sie hat eine Fläche von 17,43 km² und 618 Einwohner (2022).

## Geographie
Blacy liegt an der Guenelle, etwa drei Kilometer westlich der Kleinstadt Vitry-le-François.
Umgeben wird Blacy von den sieben Nachbargemeinden: 
| Maisons-en-Champagne | Loisy-sur-Marne                             | Vitry-en-Perthois |
|                      | Kompassrose, die auf Nachbargemeinden zeigt | Vitry-le-François |
| Sompuis              | Glannes                                     | Frignicourt       |

## Bevölkerungsentwicklung
| Jahr                       | 1962 | 1968 | 1975 | 1982 | 1990 | 1999 | 2004 | 2009 | 2018 |
| -------------------------- | ---- | ---- | ---- | ---- | ---- | ---- | ---- | ---- | ---- |
| Einwohner                  | 576  | 670  | 656  | 588  | 617  | 581  | 609  | 666  | 645  |
| Quellen: Cassini und INSEE |      |      |      |      |      |      |      |      |      |

## Sehenswürdigkeiten

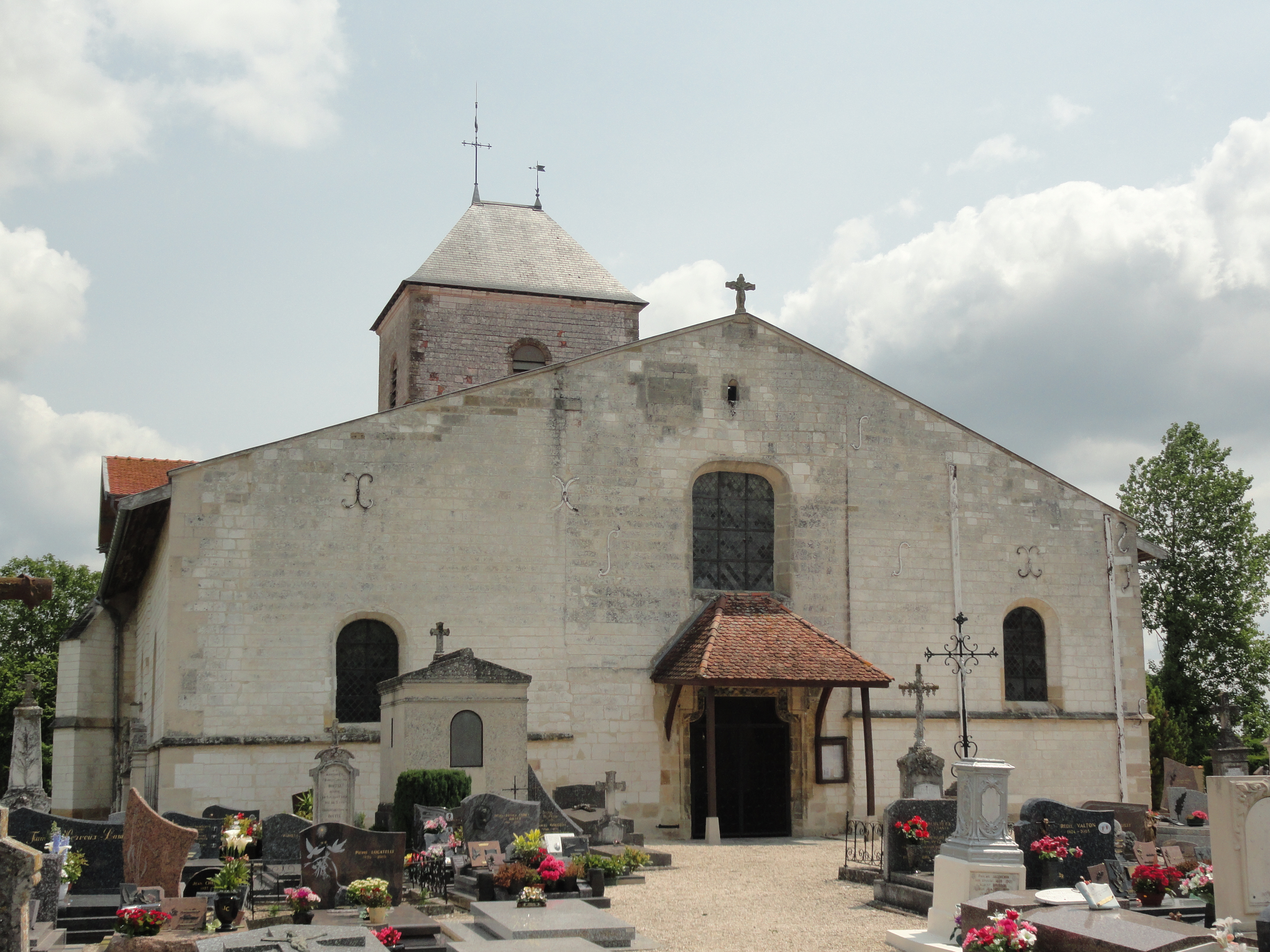
Kirche Saint-Martin

- Kirche Saint-Martin